# Assanté
Assanté è un arrondissement del Benin situato nella città di Glazoué (dipartimento delle Colline) con 8.905 abitanti (dato 2006).